# Sorin Frunzăverde
Sorin Frunzăverde (ur. 26 kwietnia 1960 w m. Bocșa, zm. 3 listopada 2019 w m. Reșița) – rumuński samorządowiec, ekonomista i polityk, minister w kilku rządach, w latach 2007–2008 poseł do Parlamentu Europejskiego.

## Życiorys
Ukończył studia w Instytucie Politechnicznym w Bukareszcie. Uzyskał również doktorat z zakresu ekonomii. Od 1985 pracował jako inżynier, od 1991 zajmował kierownicze stanowiska w przedsiębiorstwach. W 1992 po raz pierwszy został radnym okręgowym.
Pełnił szereg funkcji rządowych. Od grudnia 1997 do lutego 1998 był ministrem gospodarki wodnej, leśnictwa i ochrony środowiska w gabinecie Victora Ciorbea, od kwietnia do grudnia 1998 zajmował stanowisko ministra turystyki w rządzie Radu Vasile. Dwukrotnie sprawował urząd ministra obrony narodowej: od marca do grudnia 2000 u premiera Mugura Isărescu oraz od października 2006 do kwietnia 2007 u premiera Călina Popescu-Tăriceanu.
W latach 1996–1997, 1998–2000 i 2004–2006 był przewodniczącym rady okręgu Caraș-Severin. Od 2000 do 2004 zasiadał w Izbie Deputowanych.
W grudniu 2007 z ramienia Partii Demokratycznej uzyskał mandat posła do Parlamentu Europejskiego. Był członkiem grupy chadeckiej, Komisji Spraw Zagranicznych oraz Podkomisji Bezpieczeństwa i Obrony. W 2008 został członkiem Partii Demokratyczno-Liberalnej, współtworzonej przez swoje dotychczasowe ugrupowanie.
Z PE odszedł w czerwcu 2008 w związku z ponownym objęciem urzędu przewodniczącego rady okręgu Caraș-Severin, pełnił tę funkcję także po kolejnych wyborach do 2016. Od 2012 działał w Partii Narodowo-Liberalnej. W 2016 został skazany na karę pozbawienia wolności z warunkowym zawieszeniem jej wykonania za przestępstwo przeciwko wyborom.